# Glyptotendipes imbecilis
Glyptotendipes imbecilis är en tvåvingeart som först beskrevs av Walker 1856.  Glyptotendipes imbecilis ingår i släktet Glyptotendipes, och familjen fjädermyggor. Arten är reproducerande i Sverige.